# Aerial Cableway Hartbeespoort
Die Aerial Cableway Hartbeespoort, auch Harties Cableway, Hartbeespoort Dam Cableway oder Magaliesberg Cableway, ist eine Gondelbahn am Hartbeespoort-Stausee (englisch Hartbeespoort Dam) in Südafrika. Sie liegt rund 35 Kilometer westlich von Pretoria an der Grenze der Northwest Province und führt auf einen Aussichtsgipfel der Magaliesberge, wo sich auch ein Startplatz für Gleitschirmflieger befindet. Sie ist eine der drei einzigen Seilbahnen Südafrikas.

## Geschichte
Die erste Anlage wurde von der Firma Gerhard Müller Dietlikon (GMD) aus der Schweiz gebaut und wurde 1973 in Betrieb genommen. Die Gondelbahn war mit offenen vierplätzigen Kabinen ausgerüstet, die mit Müller-Klemmen an das umlaufende Seil gekuppelt wurden. Im Jahre 2005 wurde die Bahn wegen mangelhaftem Unterhalt reparaturbedürftig und der Betrieb wurde eingestellt.

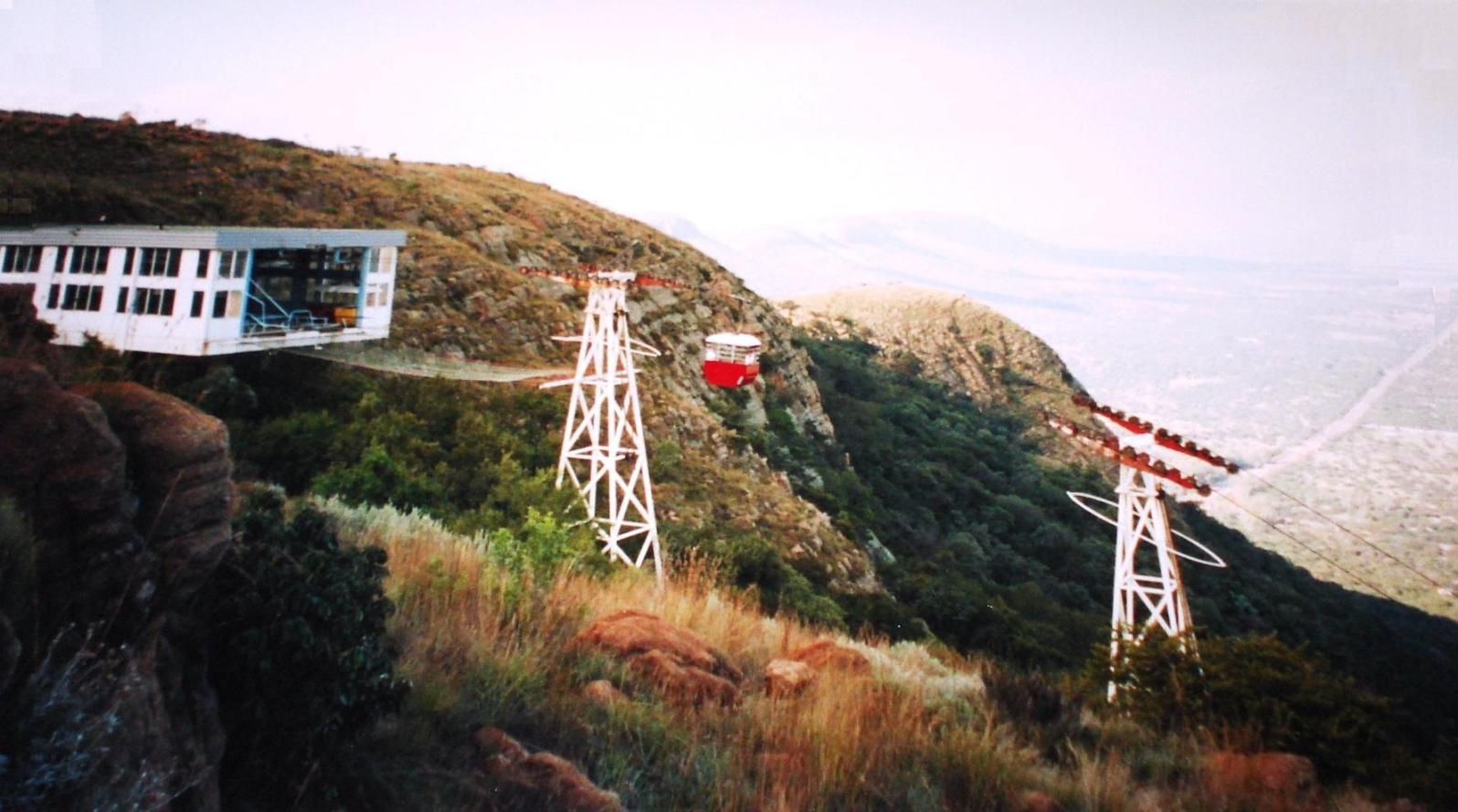
Bergstation der Anlage von 1973
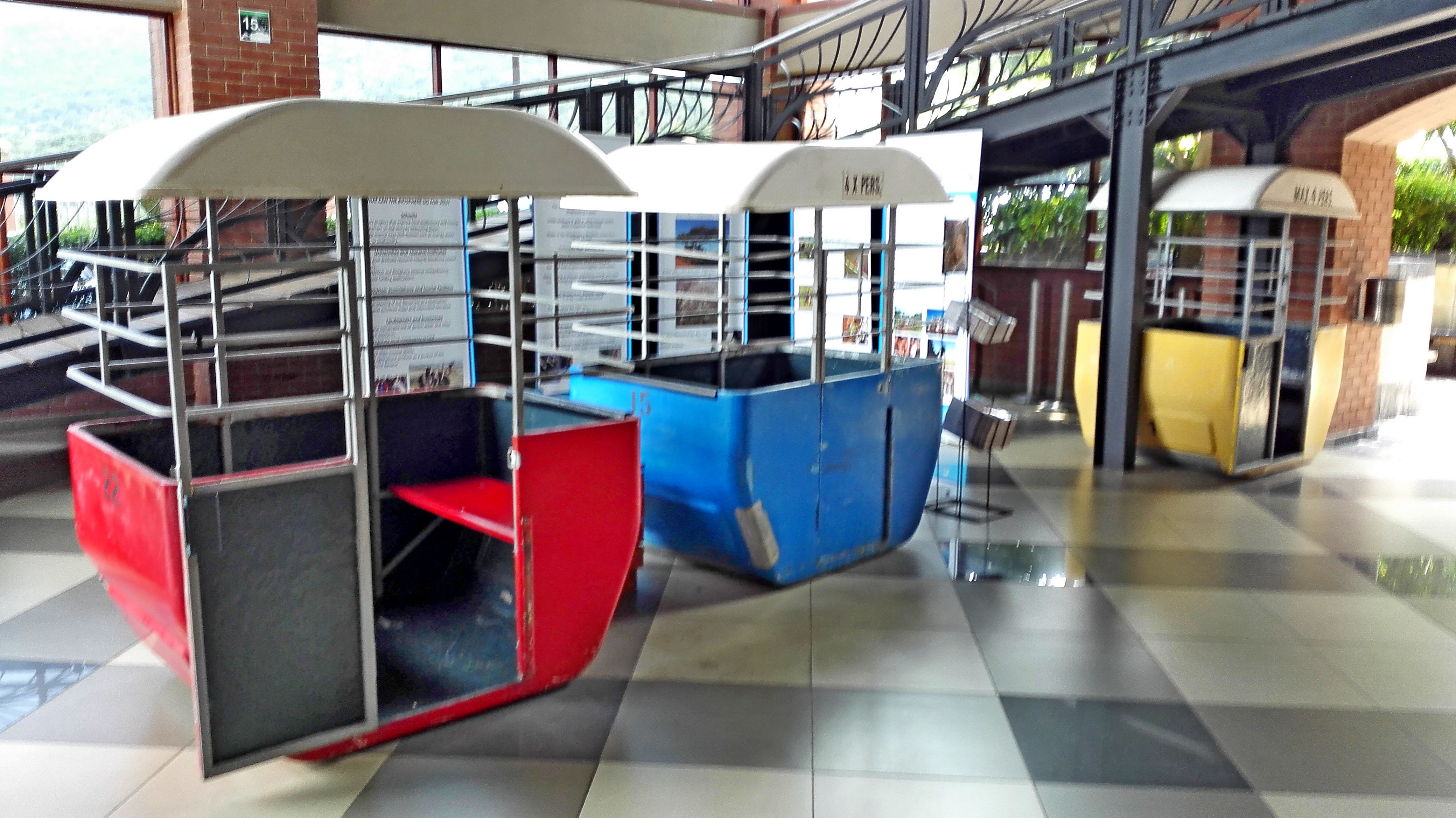
Kabinen der alten Anlage

Die alte Anlage wurde 2010 von der Firma Zargodox übernommen, welche den Tourismus in der Region Hartbeespoort fördern wollte. Sie wurde vollständig überholt und im August 2012 wieder dem Betrieb übergeben.

## Technik
Die 2010 erstellte Anlage ist 758 Meter lang und überwindet einen Höhenunterschied von 378 Meter. Sie kann pro Stunde 500 Personen transportieren. Die 14 Kabinen von CWA bieten jeweils sechs Personen Platz. Das galvanisierte Trag- und Förderseil wurde von Fatzer aus Romanshorn geliefert. Die Steuerung der Anlage erfolgt über Touchscreen, der Abstand zwischen den einzelnen Kabinen auf dem Seil wird automatisch geregelt.